# Republikeinse Partij van São Paulo
De Republikeinse Partij van São Paulo of PRP (Portugees: Partido Republicano Paulista) was een Braziliaanse politieke partij, gesticht op 18 april 1873. De partij zou de eerste republikeinse beweging opstarten.
De partij werd oorspronkelijk opgericht door enkele revolutionairen, gesteund door een lokale krant. Later werd ze gesteund door liberalen, zoals dokters, advocaten en ingenieurs en landeigenaars uit São Paulo. De voornaamste doelstelling van de partij was het invoeren van een federale republiek in Brazilië, met een zwak centraal bestuur en een sterke autonomie voor de deelstaten. De oprichting van de Braziliaanse republiek op 15 november 1889 betekende de start van een de facto tweepartijstaat, door de PRP en de PRM, de Mineiro Republikeinse Partij uit Minas Gerais. Beide partijen werden gesteund door invloedrijke landeigenaars en ook de Braziliaanse presidenten werden door het sterk beïnvloed. Het beleid van beide partijen werd "koffie met melk" genoemd, refererend aan de belangrijkste exportproducten van São Paulo (koffie) en Minas Gerais (melk). In 1937 werd de partij, net als alle partijen, ontbonden als gevolg van de staatsgreep door Getúlio Vargas in 1930. De PRP leverde vijf presidenten: Prudente de Morais (1894-1898), Manuel Ferraz de Campos Sales (1898-1902), Francisco de Paula Rodrigues Alves ( 1902-1906), Washington Luis (1926-1930) en Julio Prestes (1930), die wel verkozen werd maar de eed niet meer kon afleggen door de staatsgreep door Getúlio Vargas.